# Sông Ea Bal
Sông Ea Bal (các tên khác: sông Ia Bal, sông Ea Zin, sông Ea Znin tùy theo đoạn sông) là một phụ lưu bờ trái của Sông Ea Sol. Sông Ea Bal chảy qua các tỉnh Gia Lai và Đắk Lắk, Việt Nam .
Sông có chiều dài 24 km và diện tích lưu vực là 81 km².

## Chỉ dẫn
1. ↑  Trong tiếng các dân tộc thuộc nhóm ngôn ngữ Môn-Khmer ở Tây Nguyên và trong tiếng Việt cổ (trước thế kỷ 16, xem Chữ Nôm) thì đăk đã có nghĩa là nước, sông, suối, còn krông nghĩa là sông. Trong tiếng một số dân tộc Tây Nguyên khác thì ea/ia có nghĩa là nước, sông, suối.
2. ↑  Trong "Danh mục lưu vực sông liên tỉnh" thì tên sông viết thành sông Ia Bal. Tên "Ea Bal" lấy theo các bản đồ hiện hành, và Ea là phụ tố phổ biến ở vùng này.